# Rajon Baschtanka
Der Rajon Baschtanka (ukrainisch Баштанський район/Baschtanskyj rajon; russisch Баштанский район/Baschtanski rajon) ist ein ukrainischer Rajon mit etwa 130.000 Einwohnern. Er liegt in der Oblast Mykolajiw und hat eine Fläche von 6714 km², der Verwaltungssitz befindet sich in der namensgebenden Stadt Baschtanka.

## Geographie
Der Rajon liegt im Osten der Oblast Mykolajiw und grenzt im Norden und Nordosten an den Rajon Krywyj Rih (in der Oblast Dnipropetrowsk gelegen), im Osten und Südosten an den Rajon Beryslaw (in der Oblast Cherson gelegen), im Süden an den Rajon Cherson (Oblast Cherson), im Südwesten und Westen an den Rajon Mykolajiw sowie im Nordwesten an den Rajon Wosnessensk.

## Geschichte
Der Rajon wurde im 29. September 1926 als Rajon Poltawka gegründet und erhielt nach der Umbenennung des namensgebenden Zentrum 1928 den heutigen Namen. Am 17. Juli 2020 kam es im Zuge einer großen Rajonsreform zur Auflösung des alten Rajons und einer Neugründung unter Vergrößerung des Rajonsgebietes um die Rajone Beresnehuwate, Kasanka, Nowyj Buh und Snihuriwka.

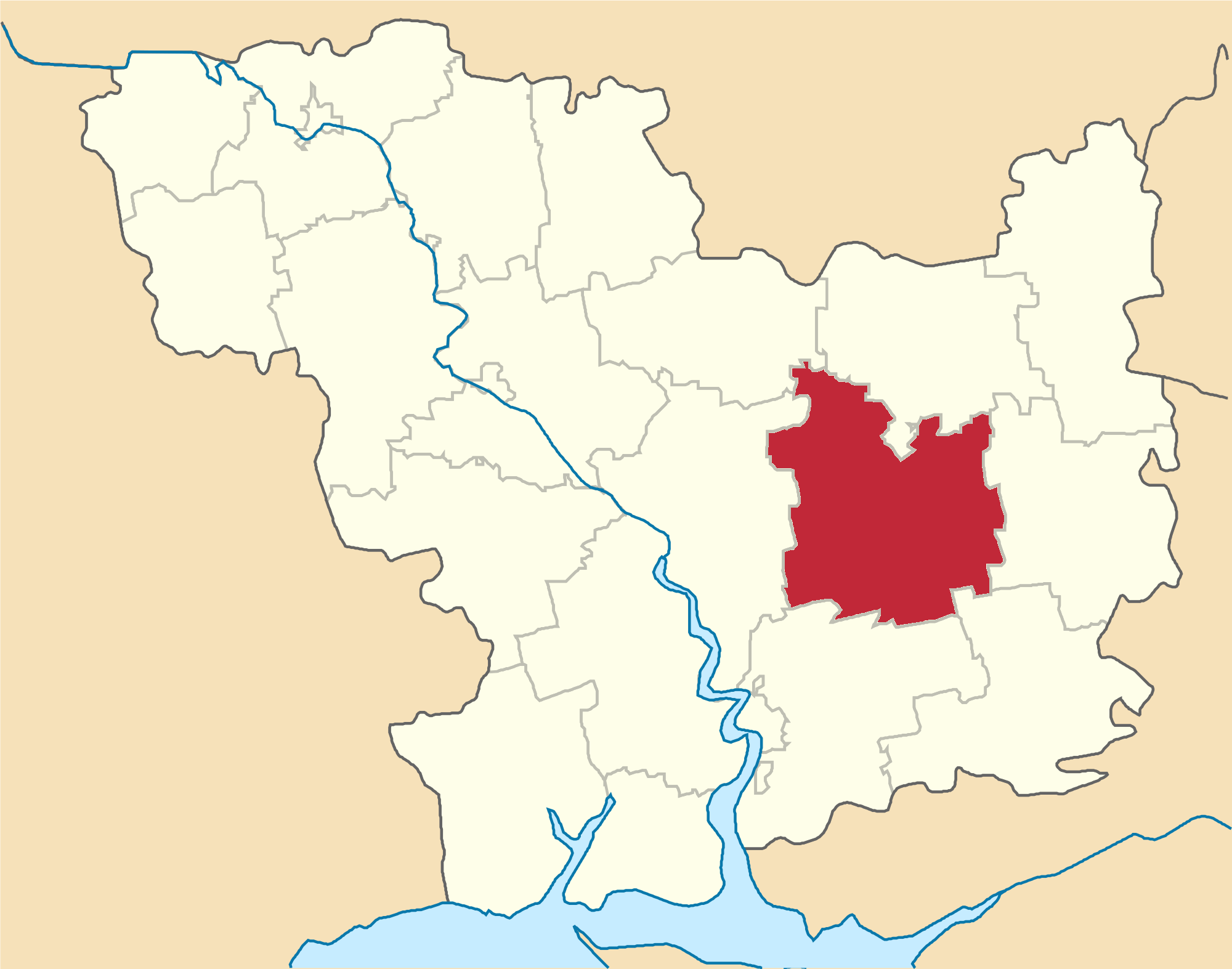
Rajon Baschtanka bis Juli 2020
Rajonsgebiet ab Juli 2020

## Administrative Gliederung
Auf kommunaler Ebene ist der Rajon in 12 Hromadas (3 Stadtgemeinden, 2 Siedlungsgemeinden und 7 Landgemeinden) unterteilt, denen jeweils einzelne Ortschaften untergeordnet sind.
Zum Verwaltungsgebiet gehören:
- 3 Städte
- 2 Siedlungen städtischen Typs
- 251 Dörfer
- 23 Ansiedlungen

Die Hromadas sind im Einzelnen:
- Stadtgemeinde Baschtanka
- Stadtgemeinde Nowyj Buh
- Stadtgemeinde Snihuriwka
- Siedlungsgemeinde Beresnehuwate
- Siedlungsgemeinde Kasanka
- Landgemeinde Inhulka
- Landgemeinde Horochiwske
- Landgemeinde Prywilne
- Landgemeinde Schyroke
- Landgemeinde Sofijiwka
- Landgemeinde Wilne Saporischschja
- Landgemeinde Wolodymyriwka